# 格拉納達縣
格拉納達縣（英語：Grenada County）是美国密西西比州中北部的一個郡，面積1,164平方公里。根據2020年美國人口普查，共有人口21,629人。縣治格拉納達。成立於1870年5月9日，縣名來自西班牙的格拉納達省。